# CeCe Telfer
CeCe Telfer, nacida Craig Telfer, es una atleta transgénero estadounidense, quien, en 2019, se llevó  tres títulos de la Competición NE10  para el equipo femenino de atletismo de la Universidad Franklin Pierce en el segundo y último día de los Campeonatos NE10, organizados por Southern New Hampshire. Es la primera mujer transgénero en conseguir un título en la NCAA. Telfer no ha realizado una operación de afirmación de género y su inclusión  en competiciones femeninas generó una gran polémica.

## Biografía
Su sexo asignado al nacer fue masculino. Entre los años 2016 a 2018 compitió como varón en la Universidad Franklin Pierce, en el equipo masculino sin destacarse.  Su inclusión en competiciones femeninas generó una gran polémica.
En 2016 se clasificó en el puesto número 200 y en 2017 quedó en el puesto 390 de las carreras de atletismo masculino. En su última carrera como varón, en 2018, llegó en penúltimo lugar.
En 2019 declaró que se sentía identificada como mujer y comenzó  a competir representando a la Universidad Franklin Pierce en el equipo femenino. Cuando corría como varón no le iba muy bien pero cuando corría con mujeres comenzó a destacarse y ganar carreras.  Si como atleta masculino estaba clasificado por debajo de los 200 primeros corredores en atletismo universitario,  como mujer transexual  ganó el Título Nacional de la carrera con salto de obstáculos en los 400 metros en la División II del Campeonato de NCAA, Campeonato Universitario de Estados Unidos con un tiempo de 57,53s, en los Campeonatos de Campo y Pista al Aire Libre de la División II.
Telfer es la primera mujer transgénero en conseguir un título en la NCAA.  En 2019, Telfer también quedó  finalista (All American) en los 100 mv. Telfer ya había ganado fácilmente los 400 metros vallas en las preliminares, dos noches antes del campeonato, un hecho que aumentó su confianza al pisar la pista el día del último evento de la noche en la División II de los Campeonatos Femeninos de Atletismo al Aire Libre.
La NCAA requiere que los atletas nacidos varones biológicos tengan que suprimir sus niveles de testosterona durante un año antes de que puedan competir como mujeres, pero no tiene un nivel de testosterona establecido que no puedan superar, no hay un límite exigido.
Este enfoque de la NCAA sobre la inclusión de los atletas mujeres transexuales en competiciones femeninas tiene sus partidarios y sus críticos.
Los tribunales federales y estatales de Estados Unidos  han sostenido que la segregación de los deportes por sexo es necesaria para garantizar que las niñas y las mujeres reciban las mismas oportunidades en el atletismo interescolar.
Varias atletas femeninas expresaron su oposición y preocupación de que personas biológicamente varones ingresaran en espacios solo para mujeres y corrieran con ventaja. Tamsyn Lewis, tres veces campeona olímpica australiana,  aseguró que la categoría femenina en los deportes de élite está vulnerable y no está  lo suficientemente protegida como para garantizar una competencia justa y equitativa. Jane Flemming, atleta olímpica australiana, dijo que la composición genética de una persona nacida como varón le da una ventaja, porque los varones tienen una mayor oxigenación de la sangre, mayor fuerza muscular y una fuerza ósea sustancialmente mayor que las nacidas mujeres. La inclusión de mujeres transgénero en los deportes femeninos es un tema de gran debate.  El periodista Robert Johnson escribió que "el hecho de que Telfer pueda cambiar de género y convertirse inmediatamente en campeona nacional es una prueba de por qué el deporte femenino necesita protección". La médica Joanna Harper, mujer transgénero y  asesora  en cuestiones de transgénero, dijo que "la NCAA no ha establecido un nivel máximo de testosterona para las mujeres trans y no creo que hagan ninguna verificación independiente de los niveles de hormonas".
Ante la polémica que generó su inclusión en el campeonato femenino, Telfer aseguró que ella corría con desventaja frente a las mujeres cisgénero y que ella tenía que hacer el doble de esfuerzo que sus compañeras.